# Ibrahim Aoudou
Ibrahim Aoudou (Mbalmayo, 23 agosto 1955 – Mbalmayo, 19 aprile 2022) è stato un calciatore camerunese, di ruolo difensore.

## Carriera
Con la Nazionale camerunese ha preso parte ai Mondiale del 1982 in Spagna ed ha vinto la Coppa d'Africa nel 1984.

## Palmarès

### Club

#### Competizioni nazionali
- Campionato camerunese: 3

Canon Yaoundé: 1977, 1979, 1980
- Coppa del Camerun: 2

Canon Yaoundé: 1979, 1980

#### Competizioni internazionali
- Coppa delle Coppe d'Africa: 1

Canon Yaoundé: 1979
- CAF Champions League: 2

Canon Yaoundé: 1978, 1980